# Vandtårnet på Hadsundvej
Vandtårnet på Hadsundvej er et vandtårn opført i 1949-50 på Hadsundvej i Randers af Højgaard & Schultz med Poul H. Mørck som arkitekt. Tårnet er i efteråret 2009 taget ud af drift, eftersom det rent teknisk ikke behøves og er aldrende.
En indvendig renovering af Verdos pumpestationer på Hadsundvej og Hobrovej har overflødiggjort vandtårnet, da pumpestationerne nu er både mere sikre og fleksible.
Øverst i tårnet er en udsigtspost, som befinder sig 94 m.o.h..